# Lapsus$

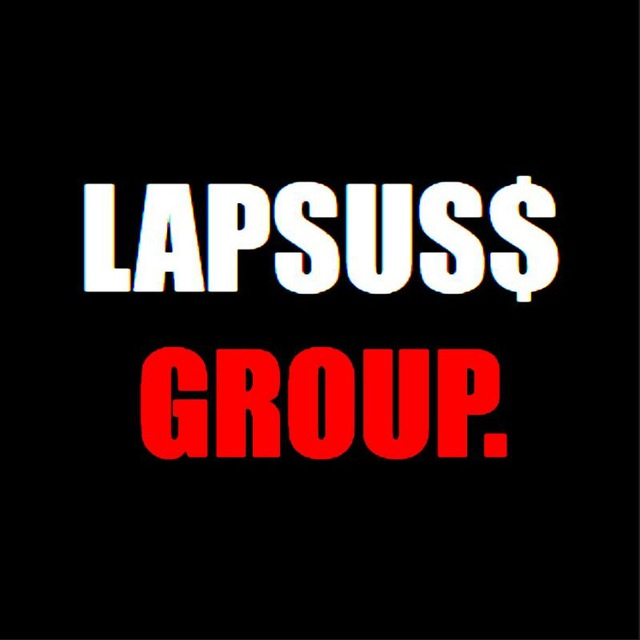
Logotipo do Lapsus$ Group de 2024.

Lapsus$, estilizado como LAPSUS$, é um grupo hacker conhecido por ataques cibernéticos a grandes empresas de tecnologia.
O grupo ganhou notoriedade em 2020 após penetrar nos sistemas do Ministério da Defesa do Brasil. O grupo utiliza o aplicativo mensageiro Telegram para publicações e foram comparados a Bonnie e Clyde pelos seus atos de subversão.
Alguns ataques notáveis do grupo incluem o vazamento do código-fonte de softwares e outros materiais sensíveis da Nvidia, Microsoft, Mercado Livre e Samsung, além de explorarem outras brechas de segurança da informação em ataques a empresas como Ubisoft e Okta.
O modus operandi do grupo inclui recrutar funcionários das empresas alvo para obtenção de credenciais mediante pagamento.
De acordo com a agência de notícias Bloomberg, os líderes do grupo seriam adolescentes da Inglaterra e Brasil. Em março de 2022, a polícia britânica prendeu sete suspeitos de relação com o grupo.